# 修城禁火司
修城禁火司（スソングムファサ）は、李氏朝鮮における官庁の建設と消防の機能を司る官庁である。
1426年（世宗8年）2月26日に禁火都監と城門都監を統合して、修城禁火都監として創設される。1460年（世祖6年）大幅な人事削減と不要不急な官庁の廃止により修城禁火都監は廃止される。この際に、建設の機能を工曹に、消防の機能を漢城府に継承させた。廃止の原因は35年間、とくに建設と消防に大きな事業がなかったからだ。だが成宗の代になって、火事が頻発するようになり、1481年（成宗12年）3月に臣下の上奏により禁火都監を創設し、その後、修城禁火司として格上げされる。

## 概要
修城禁火司の業務は宮殿･官庁の建設に修築と、火災･泥棒などの事件収拾である。しかし業務のほとんどが火災･泥棒などの事件収拾だ。その例としては、『世宗実録』31巻に禁火都監を創設した背景が記されている。当時の漢陽は火事が多く民が被害を受けた為である。
特に1426年（世宗8年）2月15日の昼に大規模の火事が起こり、官庁及び民間にまで甚大な被害を喰らった。
『世宗実録』よると、民間の家ともどもや平市署などを焼き、逃げなければ私財を失う程だった。